# Urxa
Urxa es un largometraje gallego escrito y dirigido por Carlos Piñeiro y Alfredo García Pinal y protagonizado por María Bouzas.
Rodado y estrenado en 1989, el filme narra tres momentos en la vida de una mujer durante el siglo XX en la sociedad gallega.